# Kamp De Beetse
Kamp De Beetse, bij Sellingerbeetse, was een werkkamp dat voor de Tweede Wereldoorlog gebouwd werd in het kader van de werkverschaffing.

## Opbouw
Kamp De Beetse was gelegen bij het dorp Sellingerbeetse. Het werd in 1935 voor de werkverschaffing gebouwd. In 1939 nam de Rijksdienst voor de Werkverruiming het kamp over en werden er werklozen uit heel Nederland tewerkgesteld bij het ontginnen van de heidegebieden. Tot begin januari 1942 hebben werkloze Nederlanders in het kamp gewoond. Zij moesten helpen bij het aanleggen van wegen en bossen. Later hielpen zij ook bij de aardappeloogst. Het kamp had viermaal de grootte van een standaardkamp en bood woonruimte aan 392 mannen. Leider van het kamp was een kok/beheerder.

## Joodse periode
Vanaf januari 1942 werd het kamp in gebruik genomen als buffer voor Westerbork. 400 Joodse mannen uit Amsterdam woonden in die periode als arbeider in het kamp en werden ingezet bij eerder genoemde werkzaamheden. Het werk werd beschreven als bezighouderij. Het redelijke rantsoen werd na enige tijd aanmerkelijk kleiner, omdat de bezetter het niet nodig vond om voldoende voedsel aan Joodse mensen te verstrekken. In de nacht van 2 op 3 oktober (Jom Kipoer) van dat jaar werden alle Joodse mannen uit de werkkampen, zo ook die uit Kamp De Beetse, naar Kamp Westerbork afgevoerd. Daartoe werd het kamp eerst omsingeld en vervolgens werden de gevangenen gedwongen te voet naar het station van Stadskanaal te lopen. Vanaf het station ging het per trein verder naar Westerbork. De mannen was verteld dat daar gezinshereniging zou plaatsvinden, en inderdaad zijn de vrouwen en kinderen tegelijkertijd vanuit hun woonplaatsen ook naar Westerbork vervoerd. Kort na aankomst in Westerbork werden ze afgevoerd naar Auschwitz, waar bijna allen omkwamen.

## Latere periode
De barakken worden na het vertrek van de Joodse mannen schoongemaakt. Zij blijven tot 1944 leeg staan. In dat jaar worden ze gebruikt voor doorstroom van enkele honderden Nederlandse mannen naar de arbeidsinzet in Duitsland. Zij bleven er tot december 1944 en werden tewerkgesteld bij boeren in de omtrek, om vervolgens alsnog als dwangarbeider naar Duitsland te worden gedeporteerd.
Zij werden direct daarna in januari 1945 als bewoners opgevolgd door NSB-vrouwen en -kinderen die na Dolle Dinsdag gevlucht waren naar Lüneburg en bij terugkeer vaak vijandig werden ontvangen, waarop Anton Mussert enkele honderden van hen hier liet opvangen.
Na de oorlog liet commandant M. Dijkhuis op 1 augustus 1945 'Bewarings- en Interneringskamp Sellingerbeetse' inrichten op de plek, waar opnieuw NSB'ers naartoe werden gestuurd, ditmaal als gevangenen. Ook werden er SS’ers geïnterneerd. Op 15 februari 1948 sloot het kamp zijn deuren en werden de wachttorens en gebouwen afgebroken, op één barak na. Deze barak, die zich achter in het kamp bevond, is in 2014 opgeknapt en wordt nu gebruikt om de geschiedenis van dit kamp te vertellen.

## De laatste barak
Lange tijd had Staatsbosbeheer het gebouw in gebruik. In 1986 sloot het gebouw echter en vanaf die tijd raakte het langzaam in verval. Het terrein werd door Staatsbosbeheer na ruim drie jaar onderhandelen in 2005 voor 99 jaar in erfpacht gegeven aan Stichting "Museum 1939-1945" uit Uithuizen (inmiddels gesloten), dat in 2008 besloot tot het slopen van de volgens haar niet meer te herstellen barak, om deze te vervangen door een nieuwe barak, die zou moeten gaan dienen als een soort museum. Er ontstond daarop echter een conflict tussen eigenaar Reijntjes van de stichting en historicus Jaap Spanninga, die een aantal spullen over het kamp bezit en vaart wilde zetten achter het museum. Volgens Spanninga maakte de stichting niet voldoende vaart met de plannen en traineerde zij initiatieven van een werkgroep hiertoe. De gemeente poogde ondertussen verschillende keren tevergeefs om samen met Reijntjes plannen te maken voor het herstel van de barak.
In mei 2008 werd een standbeeld voor Lammert Huizing Lzn van de Tussenbeetseweg onthuld op het terrein, dat vervolgens in december 2008 moest worden verplaatst naar Sellingen omdat Reijntjes het niet op het terrein wenste. Hij had geen toestemming verleend aan de gemeente Vlagtwedde en wilde in de eerste plaats een monument voor de Joodse slachtoffers en verklaarde "Daarna zou je kunnen overwegen of er nog een ander gedenkteken bij kan" Ook was er een conflict over de tekst op een bij de barak te plaatsen ANWB-bord, dat -omdat Reijntjes de leden van Spanninga's stichting niet op zijn terrein wilde hebben- langzaam verviel en in 2010 plotseling verwijderd bleek te zijn door onbekenden. Een nieuw bord werd daarop verplaatst naar de berm aan de weg. In november 2010 dreigde het met asbestplaten bedekte dak van de barak in te storten en stelde de gemeente Vlagtwedde Reijntjes op de hoogte dat er maatregelen dienden te worden genomen. Een renovatieplan voor de barak ketste aanvankelijk af na mislukte onderhandelingen tussen gemeente en eigenaar, maar nadat de gemeente een handhavingsprocedure opstartte tegen Reijntjes om het asbest te verwijderen, toonde deze zich in maart 2011 bereid de barak over te dragen aan de gemeente voor het symbolische bedrag van 1 euro. De gemeente wilde de barak zelf renoveren en een publieksfunctie geven.
In 2014 werd de barak gerenoveerd. In 2018 stelde de gemeente na jaren van onderhandelen een krediet beschikbaar om een barak uit voormalig Kamp Molengoot (bij Hardenberg) die na de afbraak was verhuisd naar Tiendeveen (bij Hoogeveen) naar Kamp De Beetse te halen. Deze aankoop ketste in 2019 echter af om onduidelijke redenen, al werd eerder al door de eigenaar gewaarschuwd dat het beschikbare krediet bij lange na niet genoeg zou zijn voor de verplaatsing. In 2015 werd een monument voor de arbeiders uit het kamp geplaatst bij De Beetse gevolgd door een monument voor de joodse slachtoffers in 2019.